# Гай Марий (консул 82 года до н. э.)
Гай Ма́рий Мла́дший (лат. Gaius Marius Minor; родился около 109 года до н. э., Рим, Римская республика — погиб в ноябре 82 года до н. э., Пренесте, Римская республика) — древнеримский военачальник и политический деятель, консул 82 года до н. э., сын Гая Мария Старшего. Вместе с отцом был изгнан из Рима в 88 году до н. э. в результате победы Луция Корнелия Суллы в гражданской войне. Уже в следующем году вернулся на родину. Несколько лет после смерти отца (86—83 годы до н. э.) Гай Марий находился в тени, но, когда началась очередная гражданская война и войска Суллы снова создали угрозу для Рима, он оказался во главе марианской «партии». Получил консульство на 82 год до н. э., несмотря на слишком юный возраст и отсутствие опыта магистрата. Потерпел поражение от Суллы при Сакрипорте, был осаждён в Пренесте, но даже оттуда смог организовать террор против ряда враждебных ему представителей римской аристократии. Попытки деблокировать Пренесте как изнутри, так и извне закончились неудачей. Понимая неизбежность поражения, Гай Марий покончил с собой.

## Биография

### Происхождение

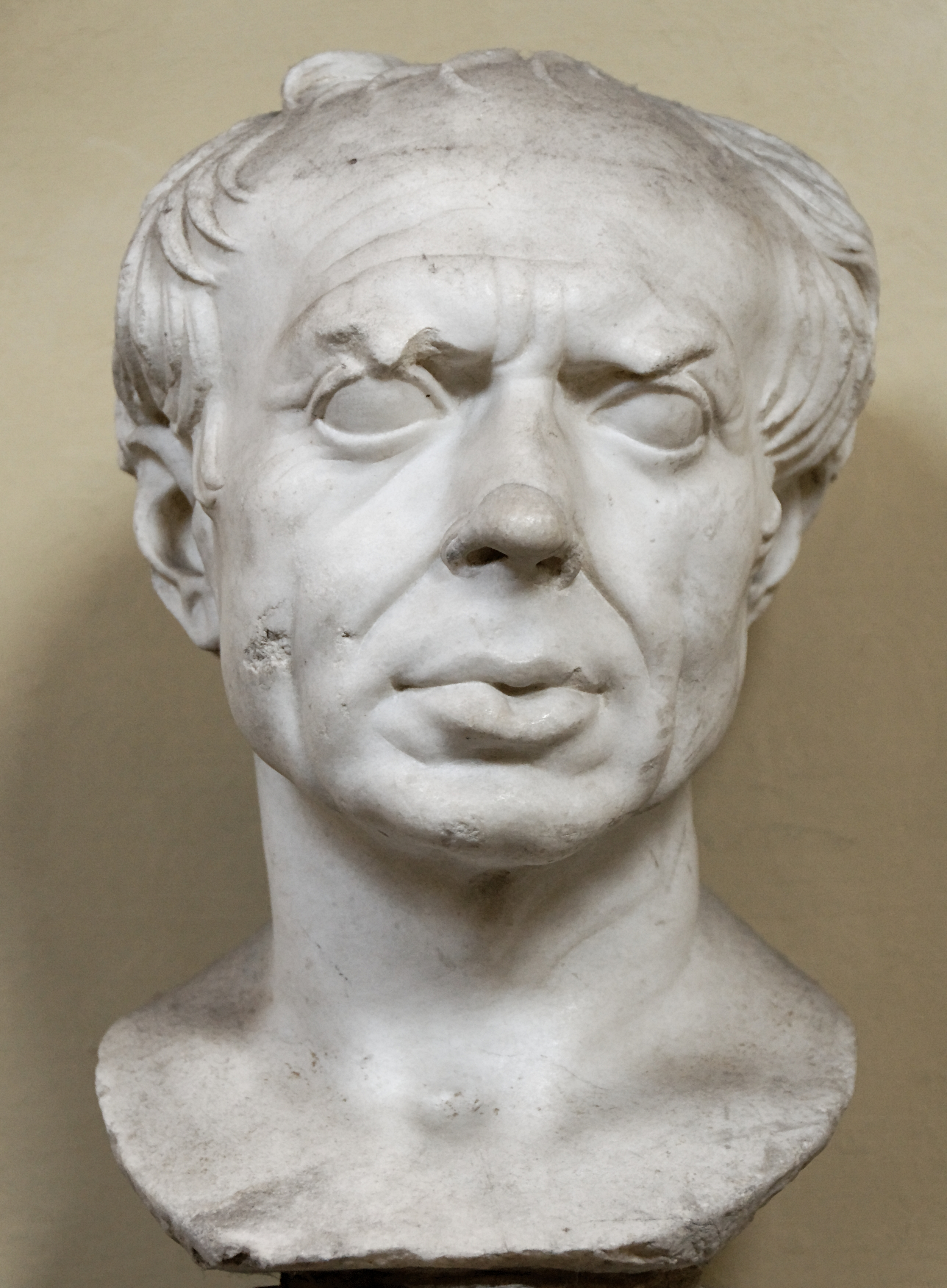
Бюст Гая Мария-старшего (Музей Кьярамонти)

Гай Марий принадлежал к незнатному плебейскому роду. Его отец того же имени родился под Арпином, в южной части Лация, и Плутарх утверждает даже, будто родители Гая Мария-старшего были вынуждены зарабатывать на жизнь своим трудом; согласно другим источникам, Марии принадлежали к всадническому сословию. В современной историографии принято считать, что Марии были частью несенатской аристократии, играя достаточно важную роль в жизни своего муниципия. В любом случай Гай-старший был для Рима «новым человеком». Благодаря своим воинским заслугам он смог обратить на себя внимание римского плебса и начать движение по лестнице магистратур.
Матерью Гая-младшего была Юлия, представительница старинного патрицианского рода, мужчины из которого к тому времени уже давно не поднимались выше претуры. Согласно поздним генеалогиям, Юлии считали себя потомками богини Венеры через Энея, а по материнской линии жена Мария-старшего происходила от царя Анка Марция.
Родными дядями Гая Мария-младшего были Гай и, вероятно, Секст Юлии Цезари (соответственно будущий диктатор Гай Юлий Цезарь приходился ему двоюродным братом); в более дальнем родстве он находился с Луцием Юлием Цезарем и Гаем Юлием Цезарем Страбоном Вописком. По мужской линии двоюродным братом Гая был Марк Марий Гратидиан.

### Ранние годы
Рождение Гая Мария в историографии датируют приблизительно 109 годом до н. э. Его отец (Марию-старшему было тогда почти пятьдесят лет) на тот момент был всего лишь преторием, то есть бывшим претором, но уже в 107 году достиг консулата. В дальнейшем благодаря победе над Югуртой, германской опасности и внутриполитическому кризису Гай-старший пять лет подряд (104—100) был консулом, обладая уникальным для времён Республики могуществом. После 100 года он на некоторое время ушёл в тень.
О детстве Гая-младшего известно только, что он учился вместе с Титом Помпонием Аттиком, Марком Туллием Цицероном и Луцием Манлием Торкватом. Из этих троих Аттик остался его другом на всю жизнь. Вскоре после достижения Гаем совершеннолетия (приблизительно в 92 году до н. э.) отец женил его на Лицинии Секунде, дочери лучшего оратора эпохи и влиятельного политика Луция Лициния Красса. По матери Лициния была внучкой Квинта Муция Сцеволы Авгура (этот авторитетный нобиль был тогда ещё жив) и правнучкой Гая Лелия Мудрого.
Свою карьеру Гай Марий начал, в соответствии с римскими традициями, с военной службы. В 90 году до н. э. италики восстали против Рима, и Гай сражался против них в составе армии своего отца — сначала легата, потом проконсула; во время этой кампании были одержаны две победы над марсами. В 89 году он служил уже под началом консула этого года Луция Порция Катона, и на этот раз военные действия шли менее удачно: у Фуцинского озера римляне были разбиты марсами, а Катон погиб. По словам одного из рассказавших об этом античных авторов, Орозия, консул пал от руки Мария:

Консул Порций Катон после того как, имея под своим началом войска Мария, довольно успешно провёл ряд сражений, начал восславлять себя: Г. Марий-де не совершал большего; и в результате этого во время боя у Фуцинского озера с марсами он был убит среди общей сумятицы сыном Мария, будто бы кем-то неизвестным.
— Павел Орозий. История против язычников, V, 18, 24.
В историографии существует предположение, что это вымышленная история, взятая Орозием из крайне тенденциозного источника — воспоминаний Луция Корнелия Суллы, заклятого врага обоих Мариев.
В 88 году до н. э. вражда между Марием-старшим и Суллой достигла апогея. Поводом к этому стали претензии Мария на командование в войне с Митридатом, уже порученное Сулле. Марий, которому тогда было уже около 70 лет, уверял римлян, «будто он хочет сам закалить и обучить в походе сына», но этот аргумент, если верить Плутарху, звучал нелепо. Тем не менее народный трибун Публий Сульпиций добился принятия законопроекта о назначении Мария-старшего командующим; тогда Сулла поднял мятеж и занял Рим. Через сенат был проведён закон об объявлении Мариев, Сульпиция и ещё девяти их сторонников врагами (hostes). Только один сенатор заявил протест против этого — Квинт Муций Сцевола Авгур, дед жены Гая-младшего.

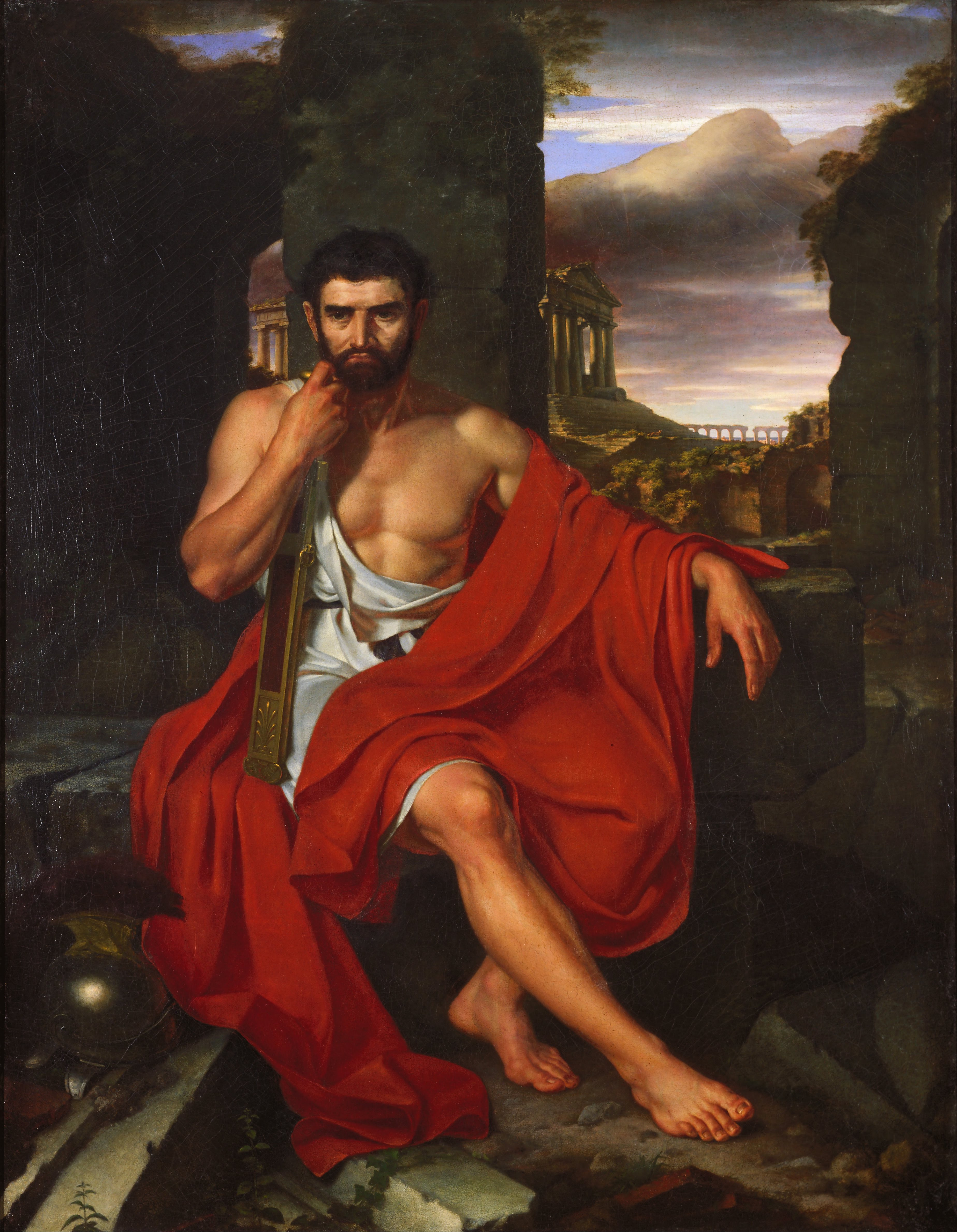
Гай Марий-старший на развалинах Карфагена (художник — Джон Вандерлин)

Марии бежали из Рима. Гай-старший направился в Остию, а сыну поручил найти продовольствие для морского плавания. Гай-младший начал собирать припасы во владениях Сцеволы Авгура, но тут появились сулланские всадники; Мария спрятали в телеге с бобами и отвезли в Рим, в дом его жены. Здесь он запасся всем необходимым (известно, что Аттик снабдил его деньгами), ночью добрался до побережья и сел на корабль, шедший в Африку. Высадившись в этой провинции, он отправился к царю Нумидии Гиемпсалу II. Тот принял его с почётом, но в дальнейшем отказывался отпускать, «и было ясно, что все эти отсрочки нужны ему для недоброго дела». Но в Мария влюбилась одна из царских наложниц, которая помогла ему бежать. Ф. Мюнцер предположил, что Плутарх приукрасил эту историю, которая тем не менее в целом подтверждается Орозием и Аппианом.
После бегства от царя Марий встретился с отцом и вместе с ним зазимовал на острове Керкина у африканского побережья. В следующем году, когда в Италии возобновилась гражданская война, оба Мария вернулись на родину и присоединились к ещё одному врагу Суллы Луцию Корнелию Цинне. Об участии Гая-младшего в событиях этого года ничего точно не известно: Аппиан упоминает «Гая Мария-второго» в числе сенаторов, перебежавших к Цинне в самом начале конфликта наряду с Квинтом Серторием, но Ф. Мюнцер уверен, что это не мог быть сын шестикратного консула. Войска антисулланской коалиции заняли Рим и организовали террор, в ходе которого погиб ряд представителей высшей аристократии, включая родственников Гая-младшего Луция Юлия Цезаря и Гая Юлия Цезаря Страбона Вописка; сообщение одного из источников о том, что Марий-сын своей рукой убил одного из народных трибунов, в историографии подвергается сомнению.
Гай-старший умер уже в январе 86 года до н. э., в самом начале своего седьмого консулата. После этого в Риме началось единоличное правление Цинны.

### Приход к власти

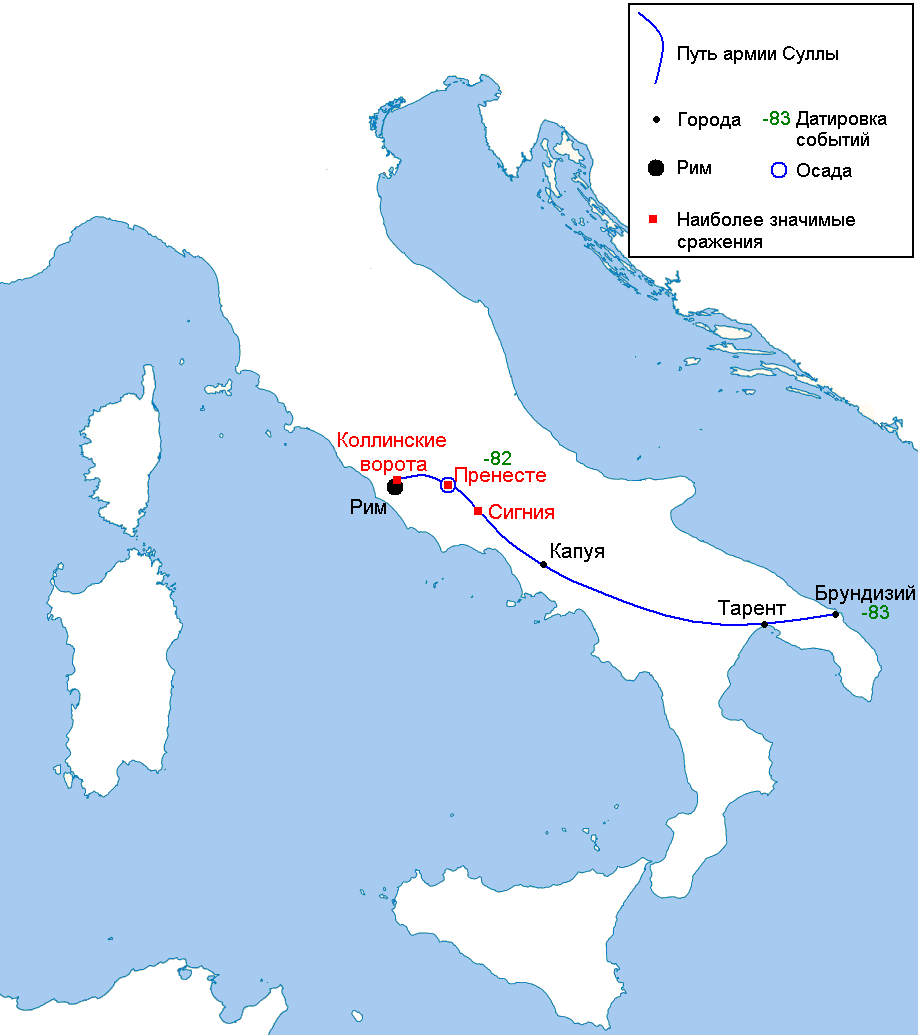
Гражданская война в Италии 83-82 до н. э.

В следующий раз Гай Марий-младший появляется в источниках в связи с событиями конца 83 года до н. э. К этому времени Сулла, победивший Митридата, высадился в Италии и начал новую гражданскую войну. Оба консула потерпели полное поражение, и тогда одним из консулов на следующий год выбрали Мария: это было сделано, чтобы привлечь в армию многочисленных ветеранов его отца. Коллегой Мария стал Гней Папирий Карбон (это было третье его консульство). На тот момент Гаю было 26 или 27 лет и он ещё не занимал ни одну из курульных магистратур, так что его избрание было нарушением закона; согласно эпитоматору Ливия, не обошлось «без применения силы». Против этого избрания выступил Квинт Серторий — видный деятель марианской партии, который, возможно, сам рассчитывал на консульство. Столкнувшись с его критикой, Марий и Карбон отправили Сертория наместником в Ближнюю Испанию; в результате был потерян, возможно, наиболее компетентный военачальник.
В начале года консулы активно готовились к предстоящей кампании. Прибегнув к конфискациям храмовых ценностей, они смогли собрать огромный объём средств: даже по окончании войны в казне республики было 14 тысяч фунтов золота и 6 тысяч фунтов серебра. Армию удалось пополнить за счёт ветеранов Мария-старшего и италиков. Марию-младшему выпало воевать в Лации и Кампании против самого Суллы, тогда как Карбон отправился на север Италии, против Метелла Пия и Гнея Помпея.

### Война с Суллой

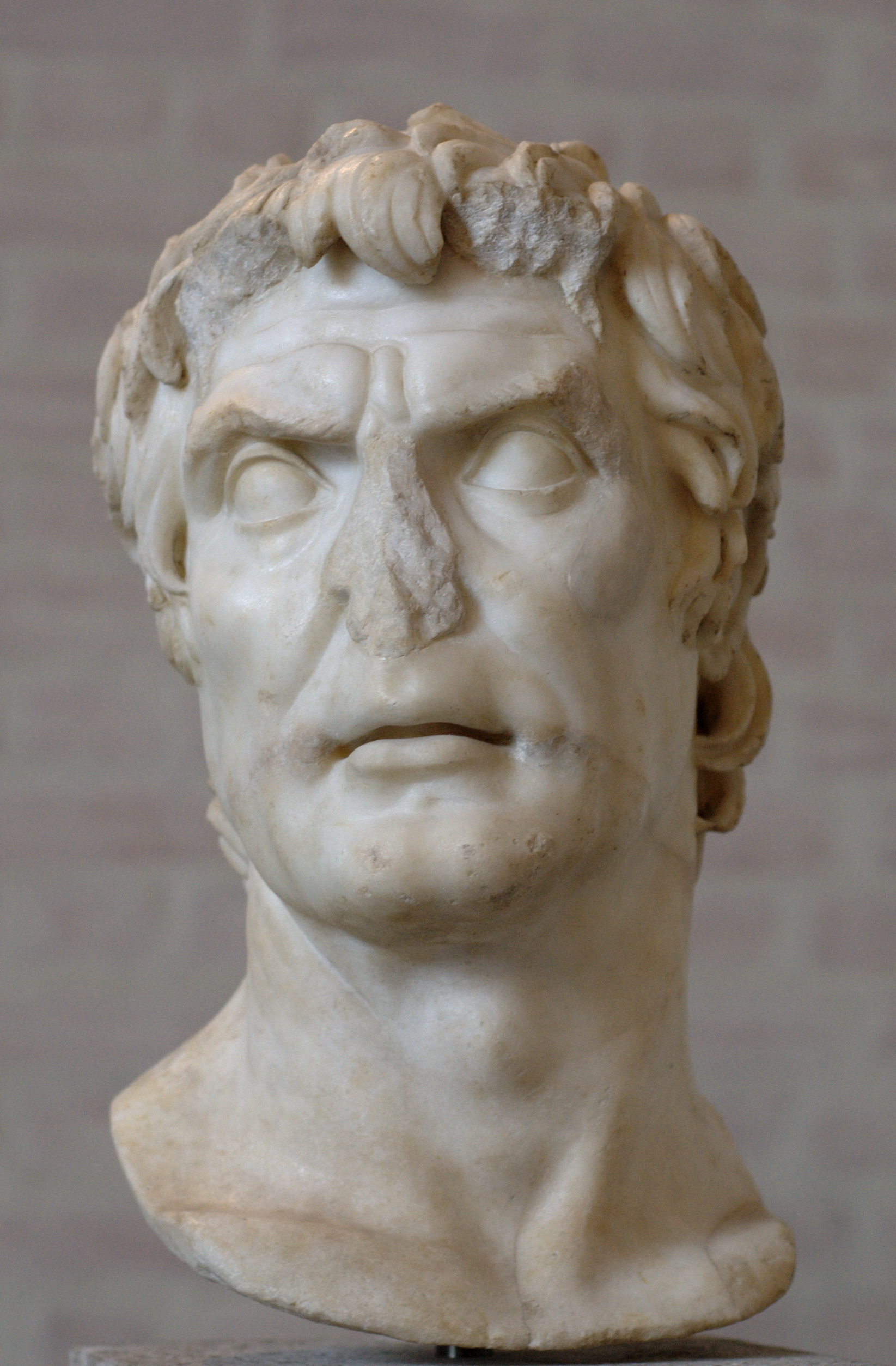
Бюст Луция Корнелия Суллы

Уже в марте 82 года до н. э. Сулла двинулся из Кампании на Рим (вероятно, по Латинской дороге). Марий преградил ему путь у Сакрипорта. Последовало сражение, ставшее одним из решающих для этой войны. Согласно Аппиану, Марий «сражался храбро», но его левый фланг начал отступать, и тогда пять когорт пехоты и две турмы конницы перешли на сторону врага. «Для Мария это тотчас же послужило началом несчастного поражения»: вся армия обратилась в бегство к ближайшему городу — Пренесте. Поскольку Сулла её преследовал, горожане закрыли ворота перед беглецами, подняв на стены на верёвках только немногих, включая Мария. Остальные были перебиты или взяты в плен (при этом пленных самнитов тоже перебили после боя). Правда, Диодор Сицилийский сообщает, что в Пренесте укрылись 15 тысяч воинов.
В рассказе Плутарха об этой битве сохранились дополнительные подробности, взятые из воспоминаний Суллы. Солдаты последнего из-за усталости и ливня не хотели сражаться в этот день, и их командующий с этим согласился. Но Марий сам напал на сулланцев, когда они разбивали лагерь. «Гордо скакал он перед строем, надеясь, что рассеет войско, в котором царят замешательство и беспорядок». Солдаты Суллы отбили атаку и обратили противника в бегство.

Некоторые… говорят, что Марий и не заметил, как началось сражение: отдав все распоряжения, измученный бессонницей и усталый, он прилёг на землю и заснул где-то в тени; лишь потом, когда началось бегство, его с трудом разбудили. В этом сражении Сулла, говорят, потерял только двадцать три человека, а врагов перебил двадцать тысяч.
— Плутарх. Сулла, 28.
Это поражение Мария наряду с неудачей Карбона при Эзине означало наступление перелома в войне. Сулла продолжил поход на Рим, а под Пренесте оставил своего легата Квинта Лукреция Офеллу, которому поручил окружить город рвом и укреплениями и установить полную блокаду. Марий, тем не менее, смог передать в Рим претору Луцию Юнию Бруту Дамасиппу приказ убить ряд представителей нобилитета. Дамасипп созвал сенат и умертвил, согласно Ливию, «почти всю римскую знать». Другие источники называют имена только четырёх людей — Квинта Муция Сцеволы Понтифика, Гая Папирия Карбона Арвины, Луция Домиция Агенобарба и Публия Антистия, которых «убили… самым жестоким образом». Тела убитых вытащили из здания курии баграми и бросили в Тибр. Согласно Валерию Максиму, их головы были смешаны с головами принесённых в жертву животных, а тело Карбона Арвины пригвоздили к кресту и носили по городу.
Учитывая, что Сцевола был родственником жены Мария, а Карбон — двоюродным братом его коллеги, Э. Бэдиан сделал предположение, что эти четверо «едва ли оказались просто жертвами произвола»: возможно, они всё же хотели перейти на сторону Суллы, но их замысел был раскрыт. Есть гипотеза, что Дамасипп действовал самовольно, а рассказ о распоряжении Мария, переданном из осаждённого города, — возникшая позже легенда.
Заняв Рим, Сулла добился от народного собрания провозглашения Мария и его соратников врагами. В последующие месяцы основные военные действия развернулись на севере. Поскольку защитники Пренесте начали страдать от голода, Карбон предпринял несколько попыток помочь коллеге: он направлял к Пренесте восемь легионов во главе с Гаем Марцием Цензорином, два легиона под командованием Брута Дамасиппа, но обе эти армии были разбиты. 70 тысяч италиков во главе с Понтием Телезином, Марком Лампонием и Гуттой, шедшие на помощь Марию, отступили без боя, когда Сулла занял горные перевалы на их пути. Марий сам попытался прорвать блокаду, но «после многодневных и разнообразных попыток» ничего не достиг и отступил в город.
Критический момент наступил осенью. В октябре италики предприняли ещё одну попытку деблокировать Пренесте, но оказались между армиями Суллы и Помпея, после чего поменяли направление и двинулись по Соляной дороге на Рим. Туда же шли и остатки армии Карбона. Этот поход мог быть как жестом отчаяния (в Риме армия италиков оказывалась отрезанной от путей возможного отхода), так и стратегическим манёвром, рассчитанным на то, что Сулла оставит удобные для обороны позиции в горах и будет вынужден дать бой на равнине, где у многочисленной армии италиков и марианцев были шансы на победу, а Марий сможет, наконец, прорвать ослабленную блокаду Пренесте.
В решающей битве у Коллинских ворот войска антисулланской коалиции сначала одерживали верх, так что в лагере Офеллы появились даже беглецы с сообщением о полном поражении. Но, в конце концов, Сулла одержал победу, которая предрешила судьбу Мария. Отрубленные головы Понтия Телезина, Цензорина, Брута Дамасиппа и Гая Каррины пронесли вокруг Пренесте, чтобы осаждённые поняли бессмысленность дальнейшего сопротивления.
Жители и защитники города, увидев, что почти все лидеры марианцев мертвы и помощи больше ждать неоткуда, решили сдать Пренесте. Гай Марий скрылся в катакомбах и здесь был убит по собственной просьбе своими спутниками: либо его задушил брат Понтия Телезина, либо Марий, только раненый Телезином, приказал убить себя своему рабу. Существуют также версии о том, что Марий убил себя своей рукой или был убит сулланцами, охранявшими выходы из катакомб. Его отрубленную голову послали Сулле. Тот, положив этот дар на Форуме перед рострами, «надсмеялся над молодостью консула» и процитировал «Всадников» Аристофана:

Нужно сначала стать гребцом, а потом управлять рулём
— Аппиан. Римская история, XIII, 94.
.
И, тем не менее, только после гибели Мария Сулла присвоил себе наименование «Счастливый» (Felix). Это может показывать, что он считал Мария опасным противником, несмотря на его возраст.

## Семья
Брак Мария с Лицинией Секундой остался бездетным. Тем не менее некто Гай Амаций в 44 году до н. э. выдавал себя за его сына (согласно Ливию — за брата). Плутарх рассказывает, что некий Муций был зятем Гая Мария-старшего. Возможно, что он - Квинт Муций Сцевола Август, что подтвердило бы брак между Марием Младшим и Муции Терции. Однако историография свидетельствует о том, что этот брак так и не состоялся.

## Характеристика личности
На изображение Мария-младшего в сохранившихся источниках определяющее влияние оказали воспоминания Суллы, в которых автор постарался очернить своих врагов. Так, Гай Веллей Патеркул пишет, что при Марии «не оставалось ничего, не затронутого общественным злом: в государстве, где всегда состязались в доблестях, стали состязаться в преступлениях, наилучшим себя считал тот, кто был наихудшим». Плутарх называет Мария «цветущим и сильным деспотом» и пишет о «страшной жестокости и свирепости», с которой он «умертвил многих знатных и славных римлян»; Псевдо-Аврелий Виктор утверждает, будто Марий, «подражавший грубости отца», «с оружием в руках осаждал курию».
С другой стороны, тот же Плутарх пишет, что Мария сначала «считали воинственным и отважным и называли сыном Ареса» и только позже он «делами обнаружил свой нрав, и его прозвали сыном Афродиты». Веллею Патеркулу принадлежит наиболее благожелательная характеристика Мария: консул 82 года «унаследовал отцовскую силу духа, но не отцовское долголетие. Он решительно брался за разнообразные дела и никогда не опускался ниже славы своего имени».

## В художественной литературе
Гай Марий-младший стал одним из действующих лиц романов Колин Маккалоу «Венец из трав» и «Фавориты Фортуны», где описывается его жизнь при отце вплоть до гибели в гражданской войне против сулланцев.